# Smashes & Trashes
Smashes & Trashes è una raccolta del gruppo musicale britannico Skunk Anansie, pubblicata il 2 novembre 2009 dalla One Little Indian.

## Descrizione
Prima pubblicazione del gruppo in seguito alla loro riunione nel settembre 2007, Smashes and Trashes contiene una selezione dei 12 migliori brani originariamente pubblicati dagli Skunk Anansie nei loro tre album in studio Paranoid & Sunburnt (1995), Stoosh (1996) e Post Orgasmic Chill (1999), oltre a tre brani inediti: Tear the Place Up, Because of You e Squander.
Tear the Place Up è stato reso disponibile per l'ascolto a partire dal 6 luglio 2009, mentre Because of You è stato commercializzato a partire dal 14 settembre dello stesso anno ed è stato anticipato ad agosto dal relativo videoclip.

## Tracce
1. Charlie Big Potato – 5:32
2. I Can Dream – 3:35
3. Hedonism (Just Because You Feel Good) – 3:28
4. Tear the Place Up (New Track) – 2:59
5. Weak – 3:33
6. Secretly – 4:47
7. Because of You (New Track) – 4:28
8. All I Want – 3:54
9. Brazen (Weep) – 4:33
10. Twisted – 4:13
11. Squander (New Track) – 4:29
12. Lately – 3:55
13. Selling Jesus – 3:50
14. Charity – 4:38
15. You'll Follow Me Down – 4:06

DVD bonus nell'edizione speciale
1. Selling Jesus (Gob TV) – 3:46
2. I Can Dream (Gob TV) – 3:38
3. Charity – 4:36
4. Weak – 3:41
5. All I Want – 3:32
6. Twisted – 4:15
7. Brazen (Weep) – 4:31
8. Hedonism (Just Because You Feel Good) (Uncut Version) – 3:35
9. Charlie Big Potato – 5:08
10. Secretly – 5:42
11. Lately (Uncut Version) – 4:07
12. You'll Follow Me Down – 3:39
13. Tear the Place Up (New Track) – 3:00
14. Because of You (New Track) – 3:39
15. Squander (New Track) – 3:33

Contenuto bonus nell'edizione limitata
- CD Two – The Best of the Remixes

1. Twisted (D. Ramirez Remix) – 9:21
2. Secretly (Armand Van Helden Mix) – 7:40
3. I Can Drem (Skreamix) – 4:15
4. Charity (High Rankin Remix) – 5:24
5. Brazen (Weep) (Perfecto Mix) – 7:14
6. I Can Dream (Smokin Jo Presents TRNSSTR Remix) – 8:07
7. Weak (Paul Woolford Remix Edit) – 4:08
8. Charity (Dekker & Johan - Radio Edit) – 3:29
9. Hedonism (Just Because You Feel Good) (Kissy Sell Out Version) – 3:53
10. Selling Jesus (Riva Starr Loves The SKUNK Rmx) – 6:17
11. Because of You (New Track) (Michel Cleis Remix) – 9:04
12. Squander (New Track) (illAudio Remix) – 5:06

- DVD Two – Live, Rare and Unseen

1. I Can Dream (Roxy Bar) – 3:44
2. Weak (TFI Friday) – 3:56
3. All I Want (Roxy Bar) – 4:00
4. Selling Jesus (Water Rats, London) – 4:30
5. Charlie Big Potato (TFI Friday) – 4:25
6. Hedonism (Just Because You Feel Good) (Acoustic Version – 'Help!') – 3:47
7. We Don't Need Who You Think You Are (Later with Jools Holland) – 4:38
8. Secretly (TFI Friday) – 3:32
9. All in the Name of Pity (Water Rats, London) – 4:03
10. Little Baby Swastikkka (Glastonbury Festival) – 6:25
11. You'll Follow Me Down ('Later' Hootenanny) – 4:38
12. The Skankheads (Glastonbury Festival) – 3:56

## Classifiche
| Classifica (2009) | Posizione massima |
| ----------------- | ----------------- |
| Austria           | 44                |
| Belgio (Fiandre)  | 22                |
| Belgio (Vallonia) | 53                |
| Germania          | 53                |
| Italia            | 12                |
| Paesi Bassi       | 30                |
| Polonia           | 47                |
| Portogallo        | 8                 |
| Regno Unito       | 74                |
| Svizzera          | 31                |